# Marsovci (skupina znanstvenikov)
»Marsovci« je bil izraz, ki se je nanašal na skupino uglednih madžarskih znanstvenikov (večinoma, vendar ne praviloma, fizikov in matematikov), ki so emigrirali v ZDA v prvi polovici 20. stoletja.
Leó Szilárd, ki je v šali namignil, da je bila Madžarska krinka za nezemljane z Marsa, je uporabil ta izraz. Na vprašanje zakaj ne obstaja dokaz o inteligentnem življenju zunaj Zemlje navkljub veliki verjetnosti njegovega obstoja, je Szilárd odgovoril: »So že med nami, le sami sebe imenujejo Madžari.« To izjavo je György Marx vključil v svojo knjigo Marsovci (The Martians).
Paul Erdős, Paul Halmos, Theodore von Kármán, John George Kemeny,  John von Neumann, George Pólya, Leó Szilárd, Edward Teller in Eugene Paul Wigner so vključeni v to skupino. 
Včasih v skupino uvrščajo tudi naslednje znanstvenike: Dennis Gabor, Ervin Bauer, Róbert Bárány, George Charles de Hevesy, Nicholas Kurti, George Klein, Eva Klein, Michael Polanyi in Marcel Riesz, čeprav ti niso emigrirali v ZDA
Večkrat v tej povezavi omenjajo tudi naslednje: Loránd Eötvös, Kálmán Tihanyi, Zoltán Lajos Bay, Victor Szebehely, Albert Szent-Györgyi, Georg von Békésy in Maria Telkes.
Poredko sem uvrščajo tudi Elizabeth Róna, madžarsko jedrsko kemičarko, ki je emigrirala v ZDA leta 1941 in delala v sklopu Projekta Manhattan. Tedaj je odkrila Uran-Y.